# わらべや日洋ホールディングス
わらべや日洋ホールディングス株式会社（わらべやにちようホールディングス）は、東京都新宿区に本社を置く、日本の食品加工企業グループの持株会社。子会社のわらべや日洋食品株式会社にて、主にセブン-イレブン向けに弁当・サンドイッチ・惣菜などの中食（なかしょく）製品を製造販売しており、一日最大300万食を生産している。本項ではグループ企業全体について記述する。

## 沿革

### 日洋産業時代
- 1964年（昭和39年）
  - 3月 - 日東石油株式会社として会社設立、東京都千代田区にて漁船用燃料油および石油化成品を販売開始。
  - 10月 - 日洋産業株式会社へ商号変更。
- 1966年（昭和41年）11月 - 東京都渋谷区に工場を新設しサラダ類を製造開始、漁業向け事業から食品メーカーへの転換を図る。
- 1967年（昭和42年）9月 - 東京都渋谷区に新宿工場を増設し調理パン類を製造開始、食品メーカーとして本格的に業態転換。
- 1971年（昭和46年）7月 - 食材の輸入会社として、日洋フーヅ株式会社（現：株式会社日洋）を設立。
- 1974年（昭和49年）6月 - 本社を東京都小平市へ移転。
- 1975年（昭和50年）5月 - 日洋デリカ株式会社（旧： 株式会社わらべや本店）を設立、米飯製品を製造開始。
- 1976年（昭和51年）
  - 3月 - 日洋デリカ株式会社村山工場を新設。
  - 10月 - 日洋産業横浜工場を神奈川県に新設。
- 1978年（昭和53年）6月 - セブン-イレブン・ジャパンとの取引を開始、会社にとって大きな転機となる。
- 1979年（昭和54年）1月 - 日洋設備機器株式会社（現：株式会社プロシスタス）を設立、食品製造設備を販売開始。
- 1981年（昭和56年）1月 - 株式会社わらべや本店が、株式会社穂高を長野県に設立、米飯製品・調理パン類を製造開始。
- 1982年（昭和57年）6月 - 初の日本国外法人として、アメリカ合衆国ハワイ州ホノルル市に、TOKYO BENTO NICHIYO, INC.（現：WARABEYA USA, INC.）を設立、ハワイでの弁当製造を開始し自社運営店舗で販売。現地の味付けや食文化に合わせた製品開発で弁当の浸透を図る。

### わらべや日洋時代
- 1984年（昭和59年）
  - 3月 - 日洋産業株式会社が、株式会社わらべや本店を吸収合併、わらべや日洋株式会社へ商号変更。
  - 11月 - わらべや日洋群馬工場を群馬県に新設。
- 1987年（昭和62年）8月 - 日洋物流株式会社（現：株式会社ベストランス）を設立し、食品配送事業を開始。
- 1988年（昭和63年）1月 - わらべや日洋千葉工場を千葉県に新設。
- 1992年（平成4年）
  - 1月 - わらべや日洋が、株式会社穂高を吸収合併。
  - 7月 - わらべや日洋大宮工場を埼玉県に新設。
- 1993年（平成5年）6月 - 株式会社日洋が、株式会社日洋フレッシュ（現：連結子会社）を設立し、鮭加工品を製造開始。
- 1995年（平成7年）
  - 2月 - わらべや日洋茨城工場を茨城県に新設。
  - 7月 - 日本証券業協会（後・ジャスダック）に株式を店頭登録。
  - 10月 - わらべや福島株式会社を福島県に設立、米飯製品の製造と福島地区での販売開始。
- 1996年（平成8年）5月 - わらべや関西株式会社を大阪府に設立、米飯製品の製造と関西地区での販売開始。
- 1997年（平成9年）7月 - わらべや関西滋賀工場を滋賀県に新設。
- 1999年（平成11年）11月 - 東京証券取引所2部に上場。
- 2000年（平成12年）6月 - わらべや関西堺工場を大阪府に新設。
- 2002年（平成14年）
  - 3月 - わらべや日洋相模原工場を神奈川県に新設。
  - 7月 - わらべや東海株式会社を愛知県に設立。
  - 12月 - わらべや東海名古屋工場を愛知県に新設、米飯製品の製造と東海地区での販売開始。
- 2003年（平成15年）8月 - 東京証券取引所1部に上場変更。
- 2005年（平成17年）
  - 3月 - 株式会社デリカランドを買収して子会社化、わらべや北海道株式会社へ商号変更、米飯製品の製造と北海道地区での販売開始。
  - 3月 - 株式会社わらべや（のちの株式会社デリモア）を埼玉県に設立。
- 2006年（平成18年）
  - 2月 - 株式会社わらべやが埼玉工場を新設、イトーヨーカ堂向けの米飯製品を製造開始。
  - 10月 - わらべや関西三木工場を兵庫県に新設。
- 2007年（平成19年）4月 - わらべや日洋東京工場を東京都武蔵村山市に新設、業界最大規模のわらべやグループ旗艦工場となる。
- 2009年（平成21年）
  - 9月 - わらべや日洋南アルプス工場を山梨県に新設。
  - 12月 - わらべや東海北陸工場を石川県に新設。
- 2010年（平成22年）9月 - わらべや日洋が、株式会社デリモアを吸収合併。
- 2010年（平成23年）3月 - セブン-イレブン・ジャパンと、旺旺集団（英語版）傘下の栄旺控股有限公司（中華人民共和国北京市）の合弁会社設立契約により、わらべや日洋も北京旺洋食品有限公司に出資する。
- 2013年（平成25年）
  - 3月 - わらべや日洋相模原工場第二（現：デザート工場）を神奈川県に新設。
  - 12月 - わらべや関西香川工場を香川県に新設。
- 2014年（平成26年）6月 - わらべや日洋浦和工場を埼玉県に新設。
- 2015年（平成27年）
  - 3月 - わらべや日洋が、わらべや福島株式会社を吸収合併。
  - 5月 - わらべや日洋岩手工場を岩手県に新設。

### 持株会社化後
- 2016年（平成28年）
  - 4月13日 - わらべや日洋が、ニュースリリースにて持株会社制への移行を発表[4]。
  - 9月 - 持株会社制に移行。わらべや日洋ホールディングス株式会社へ商号変更、子会社のわらべや関西株式会社に事業を承継。わらべや関西株式会社は、わらべや東海株式会社とわらべや北海道株式会社を吸収合併し、わらべや日洋株式会社（2代）へ商号変更[4]。
- 2017年（平成29年）
  - 3月 - わらべや日洋株式会社が相模原工場第二を分離独立し「デザート工場」とする。
  - 11月 - アメリカ合衆国テキサス州のPrime Deli Corporation（現：WARABEYA NORTH AMERICA,INC.）を子会社化。
  - 11月 - 特例子会社として、株式会社わらべやハートフルを設立。
- 2018年（平成30年）1月 - 本社を東京都小平市から新宿区（現在地）へ移転。
- 2020年（令和2年）
  - 1月 - 株式会社日洋フレッシュを、株式会社日洋の子会社から、わらべや日洋ホールディングスの直接子会社とする。
  - 11月 - アメリカ合衆国ハワイ州のWARABEYA U.S.A., INC.の本社・工場をハワイ州ワイパフへ移転。
- 2021年（令和3年）
  - 5月 - 株式会社トラスト・K・ポーターを設立。
  - 6月7日 - 食品関連事業を国内事業と海外事業に分社化、分割準備会社としてわらべや日洋食品株式会社を設立[5]。
  - 9月1日 - 国内食品関連事業をわらべや日洋食品株式会社（分割準備会社）へ承継。わらべや日洋株式会社をわらべや日洋インターナショナル株式会社へ商号変更したうえで、海外関連事業の統括会社とする[5]。
- 2022年（令和4年）
  - 4月 - 東京証券取引所1部から同取引所プライム市場へ移行。
  - 9月 - 株式会社わらべや（現：わらべやデリカ株式会社、連結子会社）を設立。
- 2023年（令和5年）9月 - WARABEYA NORTH AMERICA, INC. が、バージニア工場をアメリカ合衆国バージニア州スタフォードに新設。
- 2024年（令和6年）
  - 3月 - わらべやデリカ株式会社が入間工場を埼玉県に新設、ベーカリー工場を群馬県に新設。

## グループ会社

### わらべや日洋食品株式会社
- 本社 - 東京都新宿区
- 首都圏生産部
  - 東京工場 - 東京都武蔵村山市
  - 村山第二工場 - 東京都武蔵村山市
  - 横浜工場 - 神奈川県横浜市都筑区
  - 相模原工場 - 神奈川県相模原市中央区
  - デザート工場 - 神奈川県相模原市中央区（旧：相模原工場第二）
  - 大宮工場 - 埼玉県さいたま市北区
  - 吉川工場 - 埼玉県吉川市
  - 浦和工場 - 埼玉県さいたま市桜区
  - 千葉工場 - 千葉県袖ケ浦市
  - 福島工場 - 福島県郡山市（旧：わらべや福島）
  - 群馬工場 - 群馬県太田市
  - 茨城工場 - 茨城県小美玉市
- 北日本事業部
  - 札幌工場 - 北海道札幌市白石区（旧：わらべや北海道）
  - 釧路工場 - 北海道白糠郡白糠町（旧：わらべや北海道）
  - 岩手工場 - 岩手県北上市
- 中部事業部
  - 南アルプス工場 - 山梨県南アルプス市
  - 上田工場 - 長野県上田市
- 東海北陸事業部
  - 北陸工場 - 石川県白山市（旧：わらべや北陸）
  - 名古屋工場 - 愛知県日進市（旧：わらべや東海）
- 関西事業部（旧：わらべや関西）
  - 滋賀工場 - 滋賀県野洲市
  - 堺工場 - 大阪府堺市東区
  - 三木工場 - 兵庫県三木市
  - 香川工場 - 香川県坂出市

### わらべやデリカ株式会社
- 本社 - 東京都新宿区
  - 北関東工場 - 群馬県太田市
  - 入間工場 - 埼玉県入間市

### わらべや日洋インターナショナル株式会社
- 本社 - 東京都新宿区
  - 事業内容 - 海外食品関連子会社の経営管理、調理済食品に関する技術指導等[5]

### 株式会社日洋
- 本社 - 東京都新宿区[6]

グループ会社
- 株式会社日洋フレッシュ
  - 本社 - 東京都新宿区
  - 釧路工場 - 北海道釧路市
- 株式会社サンフーズ横倉
  - 本社 - 新潟県小千谷市
- 北九食品株式会社
  - 本社 - 福岡県鞍手郡鞍手町

### その他関連会社
- 株式会社プロシスタス（食品製造設備販売、旧：日洋設備機器株式会社）
  - 本社 - 東京都東村山市（2020年移転）→ 東京都新宿区富久町[8]
- 株式会社ベストランス（食品配送事業）
  - 本社 - 東京都東大和市[9]
  - 株式会社トラスト・K・ポーター（軽貨物、ベストランス子会社）
  - 本社 - 東京都東大和市[10]
- 株式会社わらべやハートフル（特例子会社）
  - 本社 - 東京都新宿区[11]

### 日本国外法人

#### アメリカ合衆国
- WARABEYA USA, INC. 
  - 本社 - アメリカ合衆国ハワイ州

- WARABEYA NORTH AMERICA,INC. 
  - 本社 - アメリカ合衆国テキサス州
  - バージニア工場 - アメリカ合衆国バージニア州

#### 中華人民共和国
- 北京旺洋食品有限公司
  - 本社 - 中華人民共和国北京市

- 北京日洋欣荣商貿有限公司
  - 本社 - 中華人民共和国北京市